# كو تابو

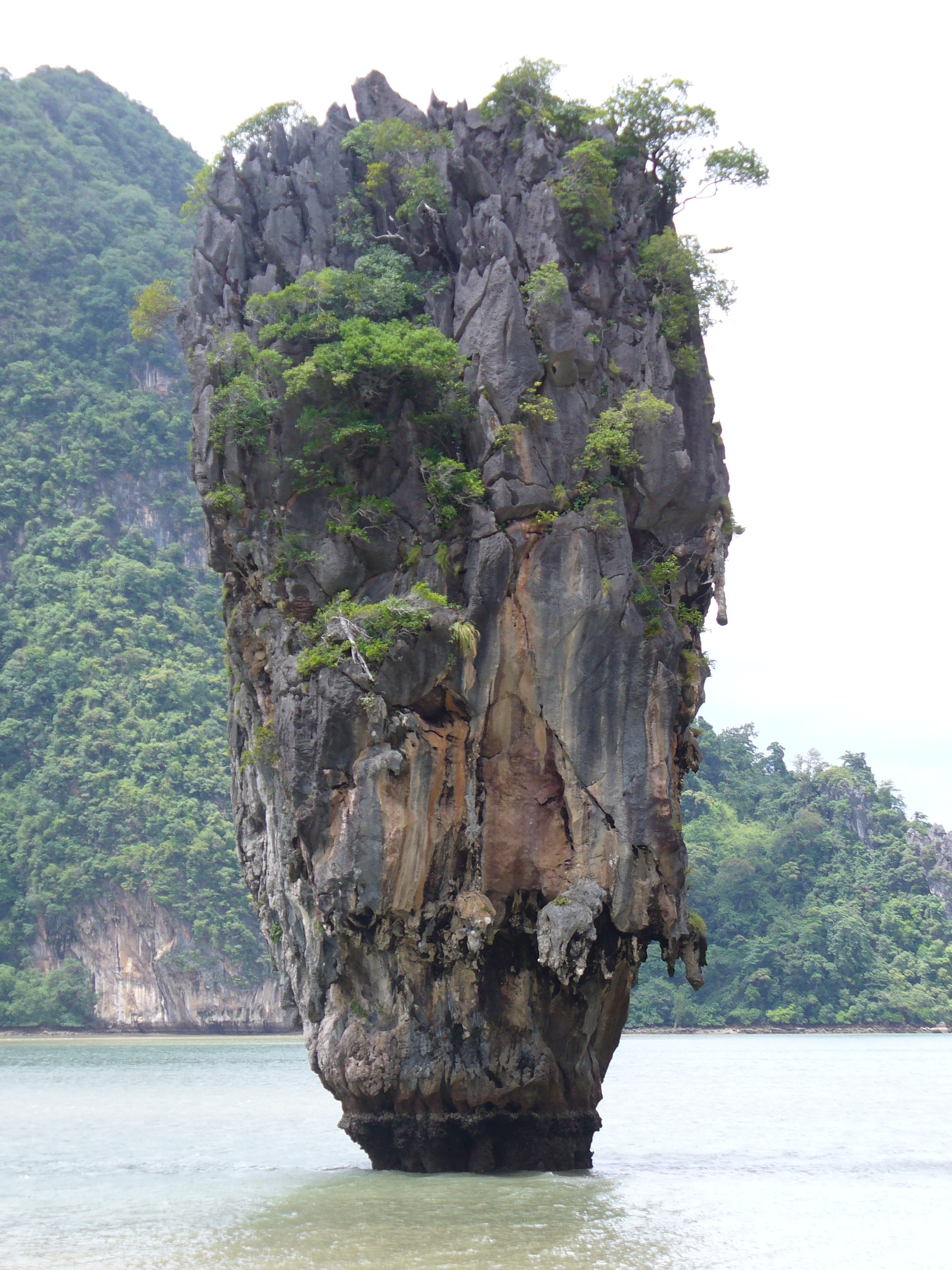
جزيرة جيمس بوند

جزيرة جيمس بوند أو كو تابو جزيرة تقع في خليج بان ناه بتايلاند، وقد أصبحت من المعالم السياحية الشهيرة بعد أن ظهرت في فيلم جيمس بوند الرجل ذو المسدس الذهبي سنة 1974 ولهذا يشار إليها باسم جزيرة جيمس بوند (ظهرت مرة أخرى في أحد أفلام جيمس بوند سنة 1997 بعنوان غدا لا يموت في خليج بان ناه) الجزيرة تبلغ 20 مترا طولا، وتبعد ب150 متر عن جزيرة كو خاو، للوصول لهذه الجزيرة يستعمل الكل الزوارق التي تصل بينها وبين بوكيت، كما توجد عدة أسواق في جوانب الجزيرة المشهورة، بوليوود صورت عدة أفلام بهذه الجزيرة من بينها فيلم Kaho Naa... Pyaar Hai.